# Grenfell Tower
De Grenfell Tower is een woontoren met een hoogte van 67,3 meter in de Borough Kensington and Chelsea van Londen.
De toren bevat 120 appartementen met een of twee slaapkamers. Het gebouw werd in 2016 gerenoveerd met, zoals achteraf bleek, brandgevaarlijke gevelbekleding. Op 14 juni 2017 brak er een grote brand uit, waarbij ten minste 72 mensen omkwamen.
Begin september 2024 bleek uit het laatste deel van het onderzoeksrapport dat  "decennialang falen" van de Britse autoriteiten aan de basis lag van de ramp. In februari 2025 kondigde de Britse regering aan het gebouw te zullen slopen.